# Begüm Birgören
Ayşe Begüm Birgören (* 20. September 1982 in Eskişehir) ist eine türkische Schauspielerin.

## Biografie
Birgören wurde am 20. September 1982 in Eskişehir geboren. Ihre Familie mütterlicherseits ist tscherkessischer Herkunft. Seit ihrem 13. Lebensjahr interessiert sie sich für Theater. Sie studierte an der Müjdat Gezen Sanat Merkezi. Danach setzte sie ihr Studium an der Bahçeşehir Üniversitesi fort. Ihren Master machte sie an der Kadir Has Üniversitesi.
Ihr Debüt gab sie 1997 in der Fernsehserie Beşibiryerde. Anschließend spielte sie 2005 in dem Film Sen Ne Dilersen mit. Von 2006 bis 2007 bekam sie in Kırık Kanatlar eine Hauptrolle. 2008 wurde sie für den Film Nokta gecastet. Im selben Jahr trat sie in Ali'nin Sekiz Günü auf.
Außerdem war Birgören 2019 in der Serie Vurgun zu sehen. Ihre nächste Hauptrolle bekam sie 2022 in Tozluyaka.
Seit 2020 ist sie mit Mehmet Cemil verheiratet.

## Filmografie (Auswahl)
Filme
- 2005: Sen Ne Dilersen
- 2008: Nokta
- 2008: Ali'nin Sekiz Günü
- 2011: Türkan
- 2013: Göl Zamanı
- 2014: Kendime İyi Bak

Serien
- 1997: Beşibiryerde
- 2003: Pilli Bebek
- 2005: Seher Vakti
- 2006–2007: Kırık Kanatlar
- 2012: Ağır Roman Yeni Dünya
- 2015: Bir Deniz Hikayesi
- 2019: Vurgun
- 2021: Uzak Şehrin Masalı
- 2022: Son Nefesime Kadar
- 2022: Tozluyaka

## Theater
- 2012: Sonbaharı Beklerken

## Auszeichnungen
- 2013: Lions Tiyatro Ödülleri in der Kategorie „Beste Nebendarstellerin des Jahres“[7]